# Edgars Gauračs
Edgars Gauračs (ur. 10 marca 1988 w Rzeżycy) – łotewski piłkarz występujący na pozycji napastnika. Od 2014 roku zawodnik szwajcarskiego klubu FC Aarau grającego w lidze Swiss Super League. Gra również w reprezentacji Łotwy.

## Kariera klubowa

### Ascoli
Gauračs jest wychowankiem zespołu SK Blāzma. Do lata 2006 roku bronił barw drużyny Dižvanagi Rēzekne. W 2007 roku trenował we włoskich klubach, m.in. AC Milan, Sampdorii czy S.S. Lazio. Ostatecznie podpisał kontrakt z Ascoli Calcio. Nie zagrał tam jednak w żadnym meczu. Gauračs opuścił klub w 2009 roku.

### Ventspils
Zawodnik trafił do występującego kilka klas niżej A.C. Rodengo Saiano. Zagrał tam tylko w 2 meczach. W 2009 roku, przed rozpoczęciem się rozgrywek Ligi Europy UEFA wrócił na Łotwę do mistrza kraju, FK Ventspils. W barwach tego zespołu wystąpił m.in. w fazie grupowej wspomnianej Ligi Europejskiej. W pierwszym meczu z Herthą Berlin strzelił nawet bramkę (1:1).
Zimą 2009 roku swoje zainteresowanie pozyskaniem zawodnika wyraziło kilka klubów z Rumunii i Grecji. Ostatecznie Edgars Gauračs został piłkarzem klubu Rapid Bukareszt. Właściciel klubu, George Copos, zapowiedział, że Gauračs ma świetlaną przyszłość przed sobą w nowym klubie, w którym zostanie na 4 kolejne lata, jeśli do lata zdecyduje się na podpisanie kontraktu z klubem. Gauračs został w tym samym czasie wypożyczony przez klub za kwotę 50 tys. euro. Zadebiutował w barwach Rapid Bukareszt 28 lutego 2010 roku w meczu ligowym z Unirea Urziceni, gdzie był rezerwowym. Niestety Edgars był często kontuzjowany, przez co w ciągu całego sezonu zagrał tylko w sześciu meczach, nie strzelając przy tym ani jednego gola. W czerwcu 2010 roku powrócił do FK Ventspils, jednak opuścił klub po miesiącu.

### Sheriff Tiraspol
W sierpniu 2010 roku, po wyleczeniu się z kontuzji, został piłkarzem Sheriffa Tyraspol. Podpisał kontrakt z klubem 25 sierpnia 2010 roku, dzięki czemu ponownie wystąpił w Lidze Europejskiej UEFA.
W swoim pierwszym meczu, który rozegrał ze Sfîntul Gheorghe Suruceni, Gauračs strzelił hat-tricka, dzięki czemu jego drużyna wygrała z wynikiem 4–0. Gauračs grał również w drugim meczu Ligi Europejskiej UEFA, który jego drużyna rozegrała z klubem Dynamo Kijów - zakończył się z wynikiem 2–0 dla Sfîntul Gheorghe Suruceni. W sumie rozegrał pięć z sześciu spotkań w Lidze Europy. W meczu z Tighina Bendery, który rozegrał się 18 grudnia 2010 roku, strzelił pięć goli, dzięki czemu jego drużyna zakończyła spotkanie z wynikiem 7–0. Gauračs zagrał w 12 meczach w mistrzostwach Mołdawii, w których strzelił 11 goli. Mniej więcej w połowie sezonu Gauračs zdecydował się zakończyć kontrakt, po czym postanowił poszukać rozgrywek na wyższym poziomie.
W 2011 roku został zawodnikiem klubu Jenisej Krasnojarsk.